# Laboratório Geofísico de Dinâmica dos Fluidos

Logotipo do Laboratório Geofísico de Dinâmica de Fluidos

O Laboratório Geofísico de Dinâmica dos Fluidos (GFDL) é um laboratório que faz parte do National Oceanic and Atmospheric Administration (NOAA) e do Escritório de Pesquisa Oceânica e Atmosférica (OAR).
O laboratório esta ocupado em pesquisas para expandir o entendimento científico dos processos físicos que governam o comportamento da atmosfera e dos oceanos como sistemas fluidos complexos. Estes sistemas podem então ser modelados e sua fenomenologia pode ser estudada por métodos de simulação computadorizada.
As realizações do GFDL incluem o desenvolvimento dos primeiros modelos climáticos para estudar o aquecimento global, o primeiro código geral de previsão oceânica e os primeiros modelos dinâmicos com habilidade suficiente no monitoramento das trajetórias e da intensidade de ciclones tropicais. Grande parte da pesquisa atual no laboratório está focada no desenvolvimento de sistema de modelos da Terra para avaliar as mudanças climáticas naturais ou induzidas pelos humanos.